# Johann Friedrich Joachim

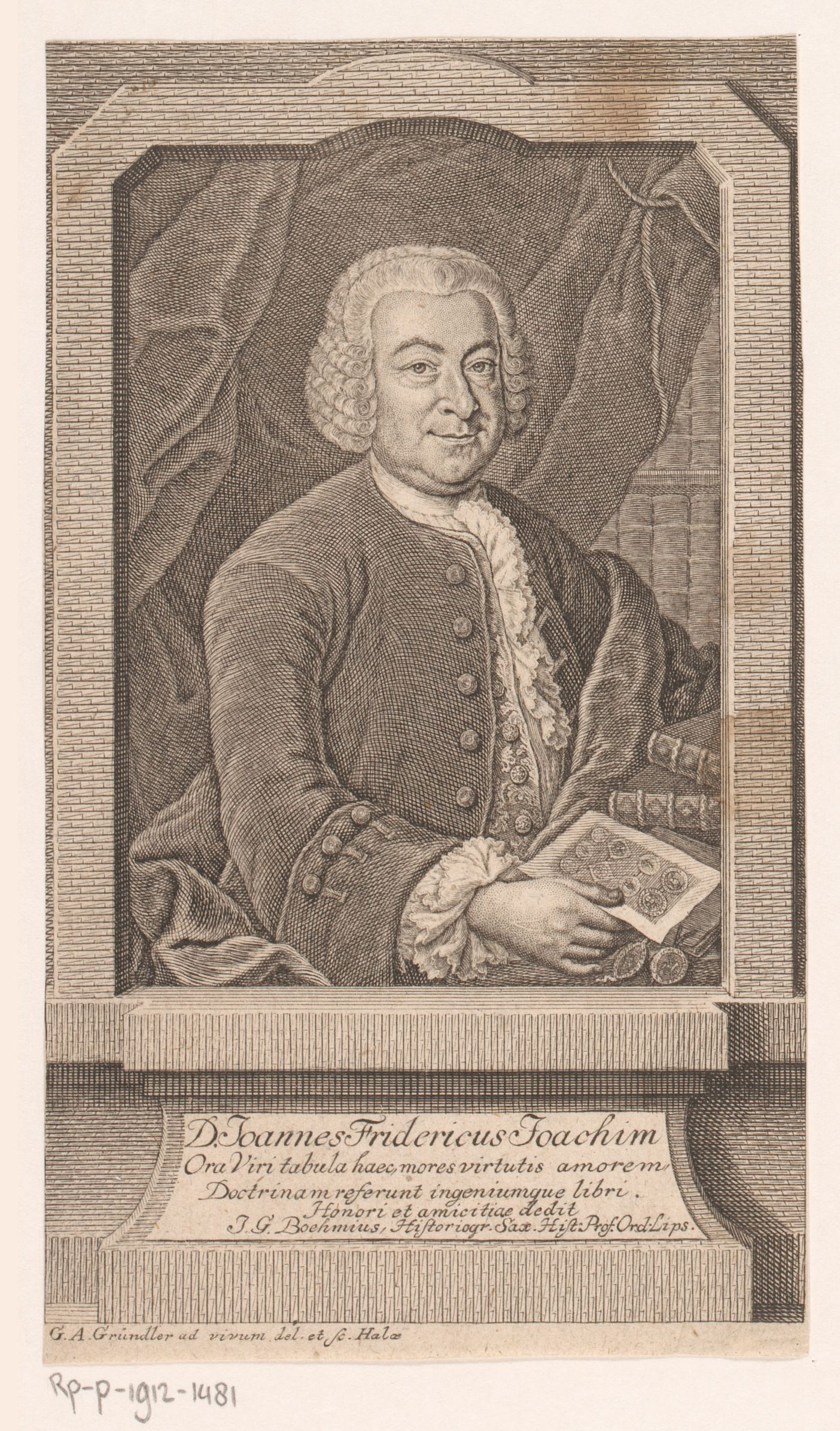
Johann Friedrich Joachim

Johann Friedrich Joachim (* 23. Juni 1713 in Halle (Saale); † 24. Dezember 1767 ebenda) war ein deutscher Jurist, Historiker und Numismatiker.

## Leben und Wirken
Nach dem Besuch der Schule des Waisenhauses der Franckeschen Stiftungen studierte Joachim ab 1731 an der Friedrichs-Universität Halle unter Johann Peter von Ludewig „Jurisprudenz“ (Rechtswissenschaft).
1738 promovierte er zum Doktor beider Rechte (inklusive Kirchenrecht) und wurde nach einigen Jahren als Privatdozent 1748 zum außerordentlichen Professor „juris et historiarum“ (Recht und Geschichte) an die Juristische Fakultät berufen. 1762 wurde Joachim zum ordentlichen Professor der Geschichte an der Philosophischen Fakultät ernannt. Von 1762 bis 1767 war er auch für die Universitätsbibliothek verantwortlich.
Von seinen Veröffentlichungen sind seine münzkundlichen Schriften hervorzuheben.